# Allium cepa
La cipolla (Allium cepa L.) è una pianta bulbosa della famiglia Amaryllidaceae (sottofamiglia Allioideae).
È una pianta erbacea biennale il cui ciclo di vita, in coltivazione, viene interrotto a un anno al fine di destinarla al consumo. Ha radici superficiali, con foglie che si ingrossano nella porzione basale dando la parte commestibile. Forma un lungo stelo fiorale che porta un'infiorescenza a ombrello con fiori di colore bianco-giallastro. Il frutto è una capsula.
Il suo utilizzo principale è quello di alimento e condimento, ma è anche adoperata a scopo terapeutico per le proprietà attribuitele dalla scienza e dalle tradizioni della medicina popolare.

## Storia

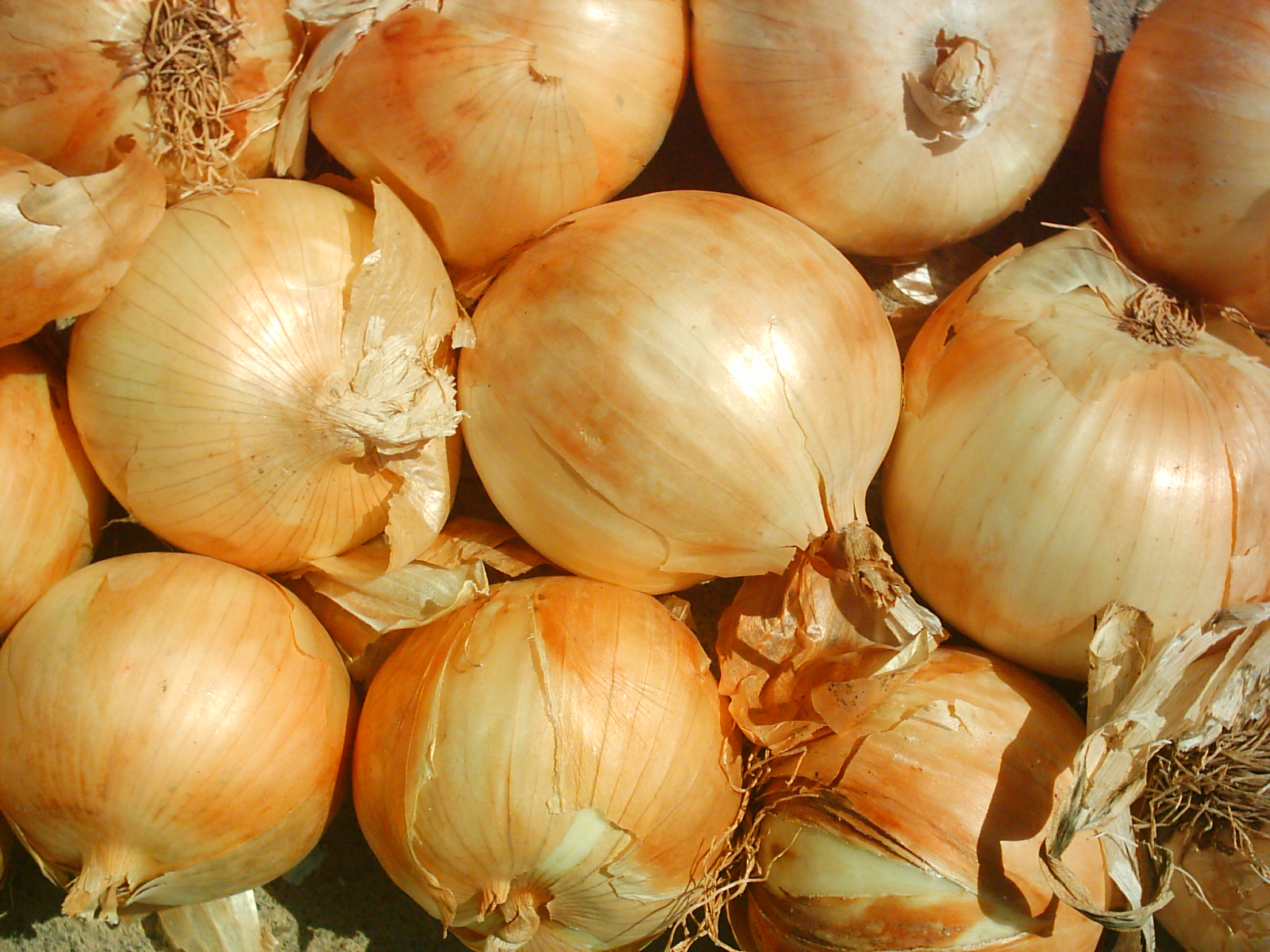
Bulbi di cipolla

Gli esseri umani coltivano e selezionano selettivamente le cipolle da almeno 7.000 anni.
Le ricette che utilizzavano cipolle e altre specie di Allium vennero registrate in caratteri cuneiformi su tavolette di argilla nell'antica Mesopotamia, intorno al 2000 a.C.; le tavolette sono conservate nella collezione babilonese dell'Università di Yale.
Gli antichi egizi veneravano il bulbo della cipolla, considerando la sua forma sferica e gli anelli concentrici come simboli di vita eterna. Le cipolle venivano utilizzate nelle sepolture egizie, come testimoniano le tracce di cipolla trovate nelle orbite oculari di Ramesse IV. Plinio il Vecchio, del I secolo d.C., scrisse dell'uso di cipolle e cavoli a Pompei. Gli archeologi che hanno riportato alla luce Pompei molto tempo dopo la sua sepoltura del 79 d.C. hanno trovato giardini simili a quelli descritti nei dettagliati racconti di Plinio. Secondo testi raccolti nel V/VI secolo d.C. sotto l'egida di Apicio, le cipolle venivano utilizzate in molte ricette romane.
All'epoca delle scoperte geografiche, le cipolle vennero portate in Nord America dai primi coloni europei nell'ambito degli scambi colombiani. Lì trovarono parenti stretti della pianta come Allium tricoccum facilmente reperibili e ampiamente utilizzati nella gastronomia dei nativi americani. Secondo i diari tenuti da alcuni dei primi coloni inglesi, la cipolla a bulbo fu una delle prime colture piantate nel Nord America dai padri pellegrini.

## Descrizione

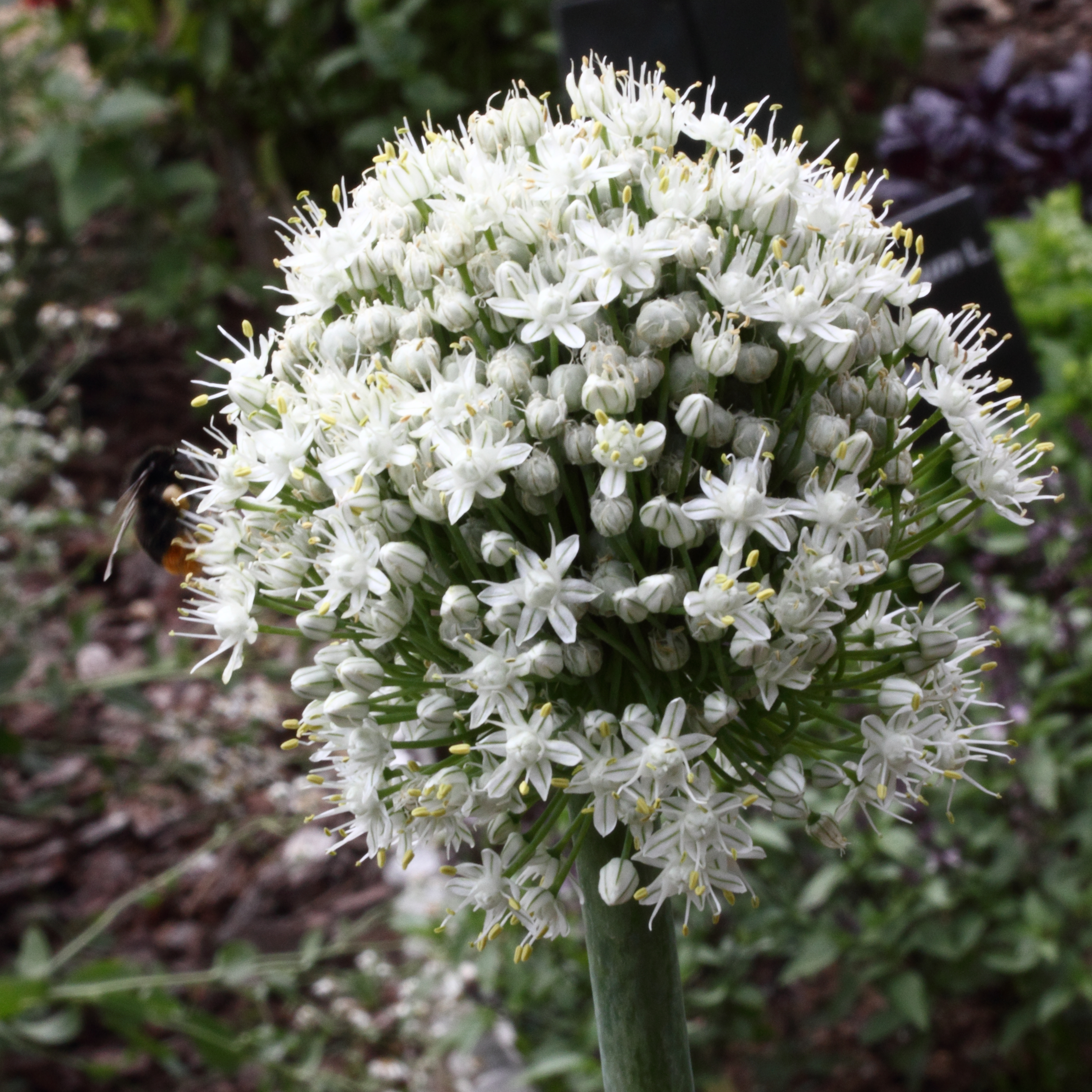
Infiorescenza di cipolla

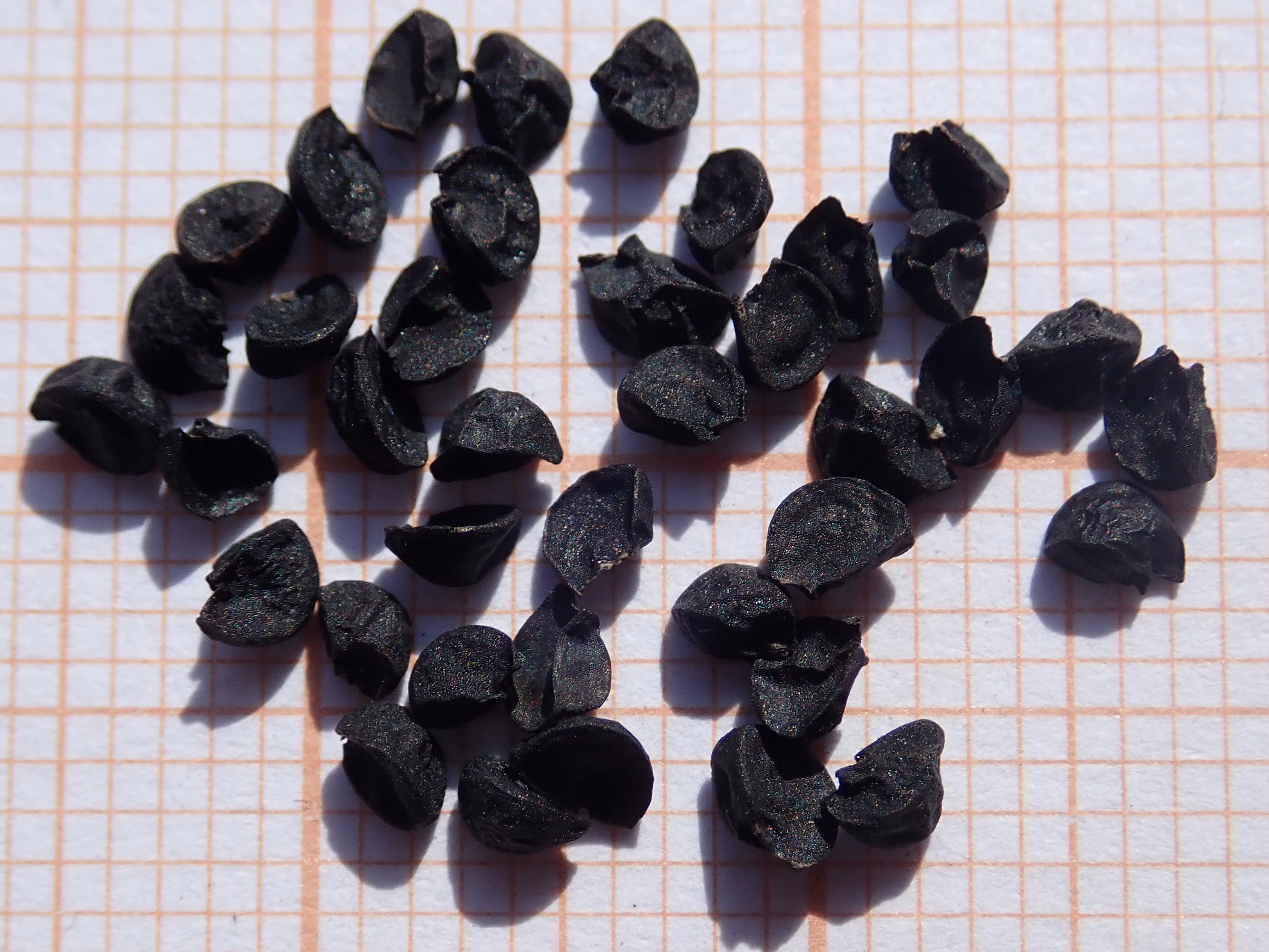
Semi di cipolla

La cipolla è una pianta biennale, ma solitamente viene coltivata come annuale. Le varietà moderne in genere raggiungono un'altezza compresa tra 15 e 45 cm.
Le foglie sono di colore verde-giallastro o bluastro e crescono alternativamente in una fascia appiattita a forma di ventaglio. Sono carnosi, cavi e cilindrici, con un lato appiattito. Raggiungono la massima larghezza a circa un quarto dell'altezza, dopodiché si assottigliano verso le punte smussate. La base di ogni foglia è una guaina appiattita, solitamente bianca, che cresce dalla base del bulbo. Dalla parte inferiore della base, un fascio di radici fascicolate si estende per un breve tratto nel terreno. Man mano che la cipolla matura, le riserve di cibo si accumulano nelle basi delle foglie e il bulbo della cipolla si gonfia.
In autunno le foglie muoiono e le squame esterne del bulbo diventano secche e fragili, quindi normalmente si procede alla raccolta. Se lasciato nel terreno durante l'inverno, il punto di crescita al centro del bulbo inizia a svilupparsi in primavera. Compaiono nuove foglie ed emerge un lungo stelo, robusto e cavo, sormontato da una brattea che protegge l'infiorescenza in via di sviluppo. L'infiorescenza è costituita da un'ombrella arrotondata di fiori bianchi divisi in gruppi di sei. I semi sono di colore nero lucido e con sezione trasversale triangolare.
La formazione dei fiori richiede che la pianta abbia inizialmente sviluppato un certo numero di foglie e che sia stata esposta anche a basse temperature per un certo periodo di tempo verso la fine della stagione vegetativa precedente o durante il periodo di riposo vegetativo. Nella coltivazione delle piante tali processi sono chiamati vernalizzazione. La temperatura richiesta e la durata dell'esposizione dipendono dalla varietà e dalla sostanza secca della singola cipolla.

## Distribuzione e habitat
L'areale nativo della cipolla è l'Asia centrale e la pianta cresce principalmente in climi temperati.

## Produzione
Le cipolle sono una coltura vegetale ampiamente coltivata, prodotta nella seconda quantità più grande dopo i pomodori. Nel 2022, la produzione mondiale di cipolle e scalogni (come prodotti verdi) è stata di 5,0 milioni di tonnellate, guidata dalla Cina con il 17 % del totale, e Mali, Angola e Giappone come produttori secondari.
| Produzione di cipolle e scalogni (verdi) nel 2022 | Produzione di cipolle e scalogni (verdi) nel 2022 |
| Paese                                             | tonnellate                                        |
| ------------------------------------------------- | ------------------------------------------------- |
| Cina                                              | 864 488                                           |
| Mali                                              | 610 576                                           |
| Angola                                            | 558 480                                           |
| Giappone                                          | 510 462                                           |
| Mondo                                             | 4 970 615                                         |
| Fonte: FAO                                        |                                                   |

## Varietà

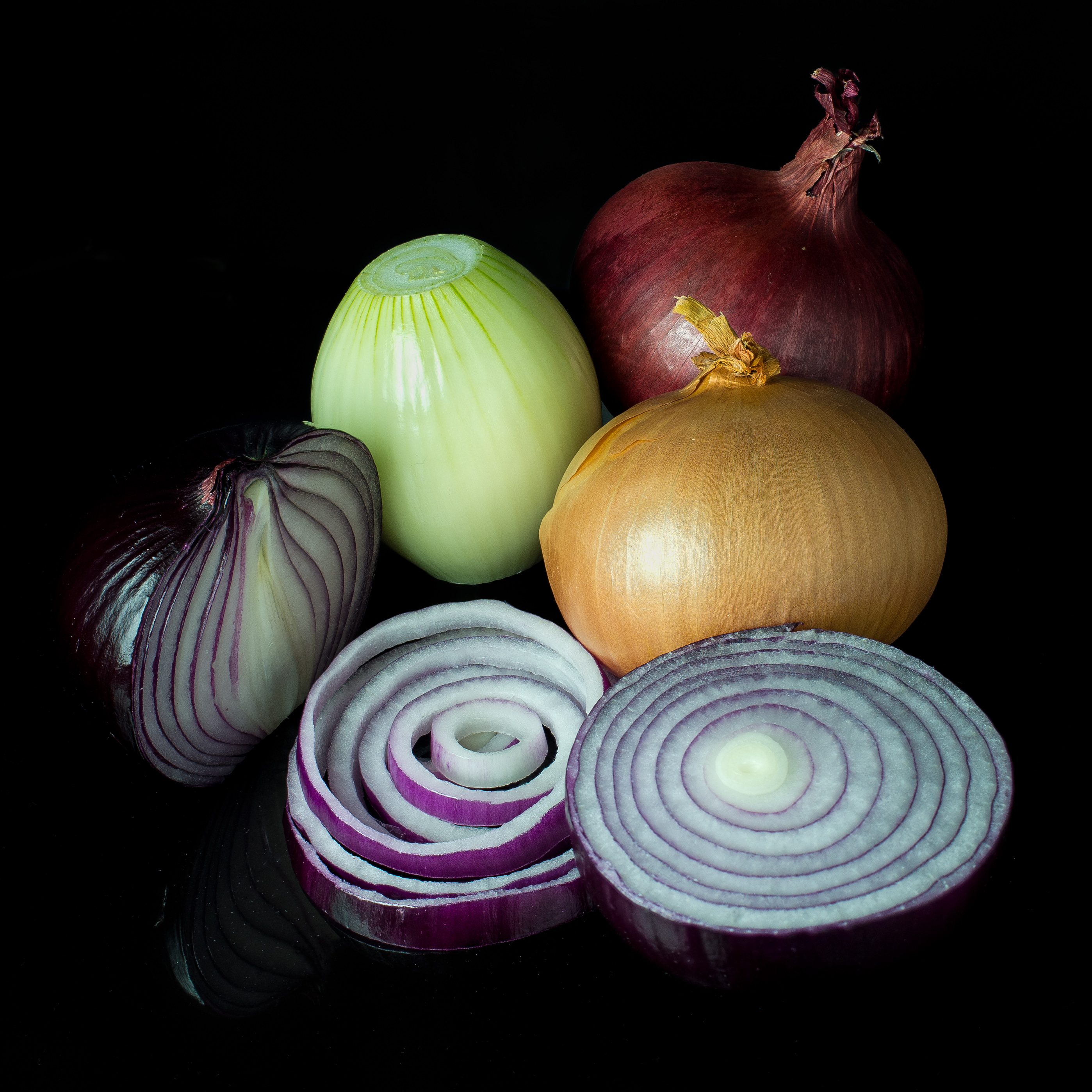
Varie cultivar di cipolla

Esistono molte varietà di cipolle, che prendono in genere il nome dalla zona di coltivazione, dalla forma, dal colore, dalle dimensioni del bulbo, dalla precocità o, più in generale, dal colore delle tuniche esterne (cioè la buccia che ricopre il globo interno). Tale buccia può essere bianca, giallo-dorata o rossa.
Le cultivar di cipolla sono numerose: il catalogo comune dell'Unione Europea riconosce oltre 900 varietà registrate di Allium cepa. Tra quelle italiane si ricordano il cipollotto nocerino (DOP), la cipolla rossa di Tropea e la cipolla bianca di Margherita (entrambe IGP).

## Coltivazione

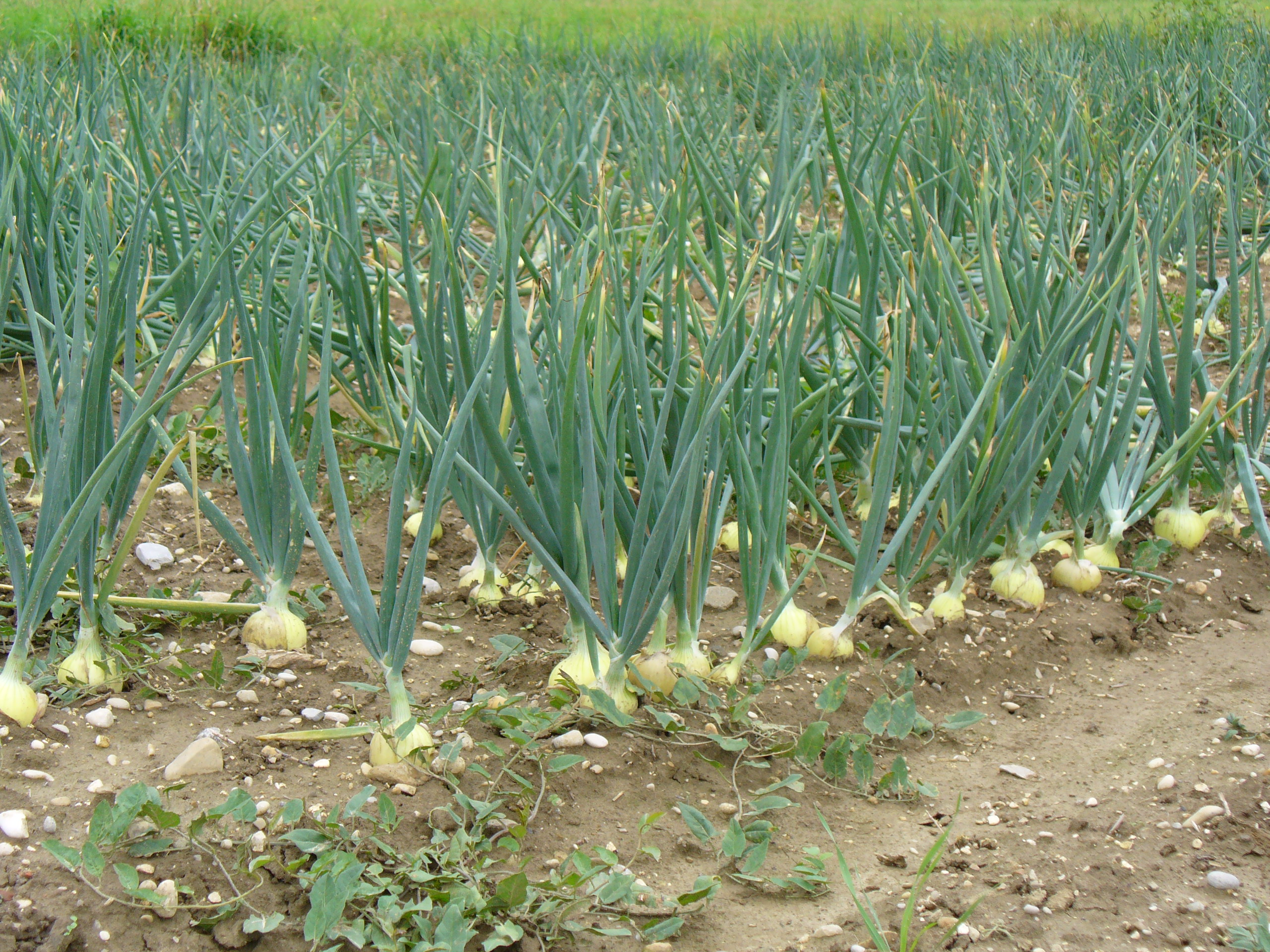
Coltivazione di cipolle

Le cipolle si coltivano meglio in terreni fertili e ben drenati. I terreni sabbiosi e limosi-sabbiosi sono buoni perché hanno un basso contenuto di zolfo, mentre i terreni argillosi hanno solitamente un alto contenuto di zolfo e producono bulbi dal sapore pungente. Le cipolle necessitano di un elevato livello di nutrienti nel terreno. Il fosforo è spesso presente in quantità sufficienti, ma può essere applicato al terreno prima della semina poiché è poco disponibile nei terreni freddi. Azoto e potassio possono essere applicati a intervalli regolari durante la stagione di crescita con l'ultima applicazione di azoto che avviene almeno quattro settimane prima della raccolta.
Le cipolle sono sensibili alla lunghezza del giorno: i bulbi iniziano a crescere solo dopo che il numero di ore di luce ha superato una certa quantità minima. La maggior parte delle cipolle europee tradizionali sono chiamate cipolle a giorno lungo, in quanto producono bulbi solo dopo che si raggiungono 14 ore o più di luce diurna. Le varietà dell'Europa meridionale e del Nord Africa sono spesso note come tipologie diurne intermedie, in quanto necessitano solo di 12-13 ore di luce diurna per stimolare la formazione del bulbo. Le cipolle a giorno corto, sviluppate in tempi più recenti, vengono piantate in autunno nelle zone con inverni miti e formano i bulbi all'inizio della primavera e necessitano solo di 11-12 ore di luce diurna per stimolare la formazione del bulbo.
Le cipolle si coltivano a partire dai semi o da bulbi di partenza. I semi di cipolla hanno vita breve e i semi freschi germinano più efficacemente se seminati in file poco profonde. Nei climi adatti, alcune cultivar possono essere seminate a fine estate e in autunno per svernare nel terreno e produrre raccolti precoci l'anno successivo.
Le cipolle si producono seminando i semi in modo denso all'inizio dell'estate, per poi raccoglierne i bulbi in autunno quando sono ancora piccoli, per poi essiccarli e conservarli. Questi bulbi vengono piantati la primavera successiva e crescono fino a diventare bulbi maturi più avanti nella stagione di crescita.
La cura di routine durante la stagione di crescita consiste nel mantenere i filari liberi da erbacce concorrenti, soprattutto quando le piante sono giovani. Le piante hanno radici poco profonde e non necessitano di molta acqua una volta stabilizzate. La formazione del bulbo avviene solitamente dopo 12-18 settimane. I bulbi possono essere raccolti al momento del consumo fresco, ma se vengono conservati, vengono raccolti dopo che le foglie sono appassite naturalmente. Con il tempo asciutto, possono essere lasciati sulla superficie del terreno per alcuni giorni per l'essiccazione, quindi vengono posti in reti, legati in corde o disposti a strati in scatole poco profonde per essere conservati in un luogo fresco e ben ventilato.
Le cipolle possono essere attaccate da diversi parassiti e malattie. Le avversità più gravi per un giardiniere domestico sono probabilmente la mosca della cipolla, Ditylenchus dipsaci, il marciume bianco (causato da Sclerotium cepivorum) e il marciume del colletto (causato ad Botrytis allii). Le malattie che colpiscono il fogliame sono la ruggine e la peronospora. I bulbi possono essere colpiti da spaccature, marciume bianco e marciume del colletto. L'ingiallimento è una condizione in cui le foglie centrali diventano gialle e la parte interna del bulbo collassa trasformandosi in una melma dall'odore sgradevole. La maggior parte di questi disturbi vengono trattati al meglio rimuovendo e bruciando le piante colpite. Le larve di Acrolepiopsis assectella a volte attaccano il fogliame e possono scavare nel bulbo.

## Usi

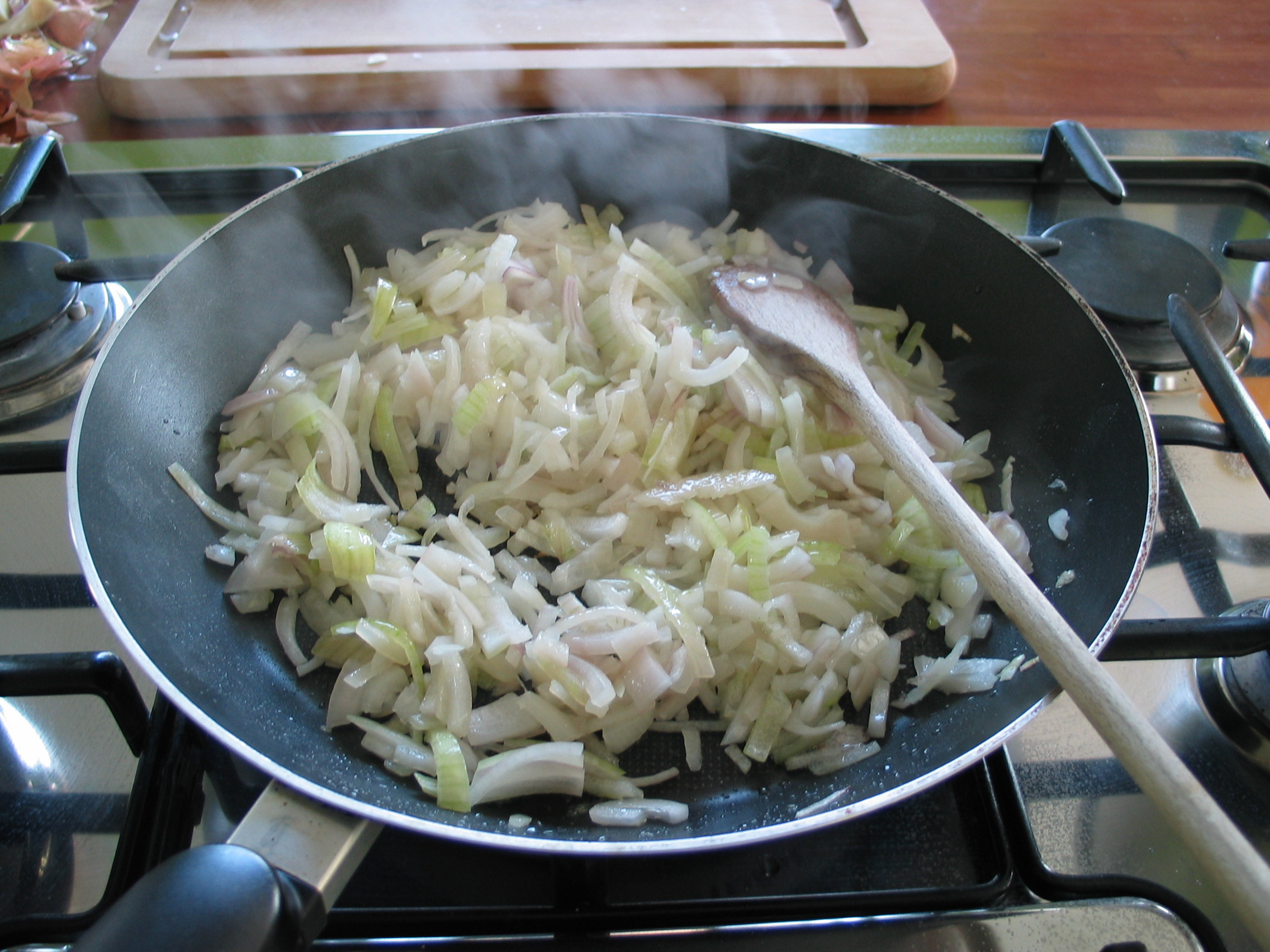
Cottura della cipolla

Le tre varietà di colore delle cipolle offrono diverse possibilità in cucina:
- Le cipolle dorate sono dolci, con molte cultivar selezionate appositamente per accentuare questa dolcezza.  Le cipolle dorate diventano di un intenso colore marrone scuro quando vengono caramellate e vengono utilizzate per aggiungere un sapore dolce a vari piatti, come la zuppa di cipolle francese.[21]
- Le cipolle rosse o viola, note per il loro sapore pungente e intenso, sono comunemente cotte in molte cucine e utilizzate crude o grigliate.[21]
- Le cipolle bianche hanno un sapore delicato, hanno un colore dorato quando vengono cotte e un sapore particolarmente dolce quando vengono saltate.[21]

Le cipolle vengono comunemente tritate e utilizzate come ingrediente in vari piatti caldi e sostanziosi, ma possono anche essere utilizzate come ingrediente principale a sé stante, ad esempio nella zuppa di cipolle francese, negli anelli di cipolla, nella crema di cipolle e nel chutney di cipolle. Sono versatili e possono essere cotte al forno, bollite, brasate, grigliate, fritte, arrostite, saltate in padella o mangiate crudi nelle insalate. La cipolla in polvere è un condimento preparato con cipolle disidratate e finemente macinate; è spesso inclusa in miscele di sale e spezie aromatizzate.

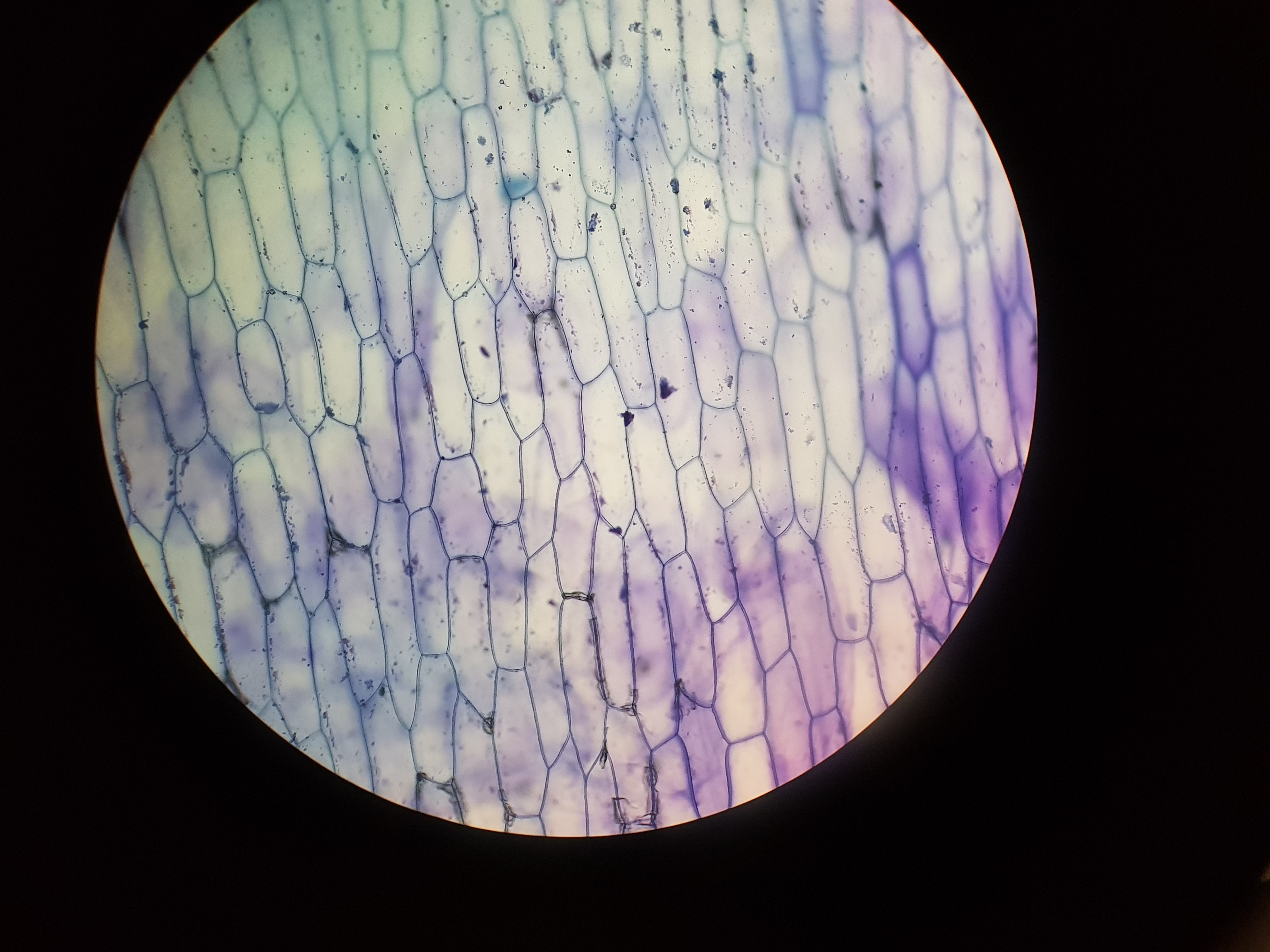
Cellule di cipolla al microscopio.

Le cipolle hanno cellule particolarmente grandi, facili da osservare anche con un basso ingrandimento. Formando un singolo strato di cellule, l'epidermide del bulbo è facile da separare per scopi educativi e sperimentali. Le cipolle sono quindi comunemente utilizzate nell'istruzione scientifica per insegnare l'uso del microscopio per osservare la struttura cellulare.

## Caratteristiche chimiche
La maggior parte delle cultivar di cipolla sono composte per circa l'89 % da acqua, per il 9 % da carboidrati (di cui il 4 % zuccheri e il 2 % da fibre alimentari), per l'1 % da proteine e per una quantità trascurabile di grassi. Le cipolle contengono basse quantità di nutrienti essenziali e hanno un valore energetico di 166 kJ (40 kilocalorie) per 100 grammi. Le cipolle conferiscono un sapore saporito ai piatti senza apportare un contenuto calorico significativo.
Alcune persone soffrono di reazioni allergiche dopo aver maneggiato le cipolle. I sintomi possono includere dermatite da contatto, prurito intenso, rinocongiuntivite, visione offuscata, asma bronchiale, sudorazione e anafilassi. Le reazioni allergiche potrebbero non verificarsi quando si mangiano cipolle cotte, probabilmente a causa della denaturazione delle proteine dovuta alla cottura.
Le cipolle appena tagliate possono provocare una sensazione di bruciore agli occhi delle persone vicine e spesso lacrimazione incontrollabile. Ciò è causato dal rilascio di un liquido volatile, il sin-propan-S-ossido e del suo aerosol, che stimola i nervi dell'occhio. Questo gas è prodotto da una catena di reazioni che fungono da meccanismo di difesa: tagliare una cipolla provoca danni alle cellule che liberano enzimi chiamati allinasi. Questi edcompongono i solfossidi degli amminoacidi e generano acidi solfenici. Un acido solfenico specifico, l'acido 1-propenesolfenico, viene catalizzato rapidamente da un secondo enzima, la sintasi del fattore lacrimatorio (LFS), producendo il sin-propantetial-S-ossido. Questo gas si diffonde nell'aria e raggiunge rapidamente gli occhi, dove attiva i neuroni sensoriali. Le ghiandole lacrimali producono lacrime per diluire ed eliminare l'agente irritante. L'irritazione degli occhi può essere ridotta al minimo tagliando le cipolle sotto l'acqua corrente o immergendole in una bacinella d'acqua. Lasciare intatta l'estremità della radice riduce anche l'irritazione poiché la base della cipolla ha una concentrazione di composti di zolfo più elevata rispetto al resto del bulbo.
I flavonodi estratti dalla cipolla (in particolare la varietà rossa) sembrano avere un ruolo nell'inibizione dell'enzima fosfodiesterasi, responsabile della detumescenza del pene. Inoltre, ci sono prove che l'assunzione di cipolla aumenti i livelli di testosterone nell'uomo. Questo effetto, e non il contenuto di ossido di diazoto, potrebbe essere alla base dei supposti effetti afrodisiaci della cipolla.